# Citoyenneté hongroise

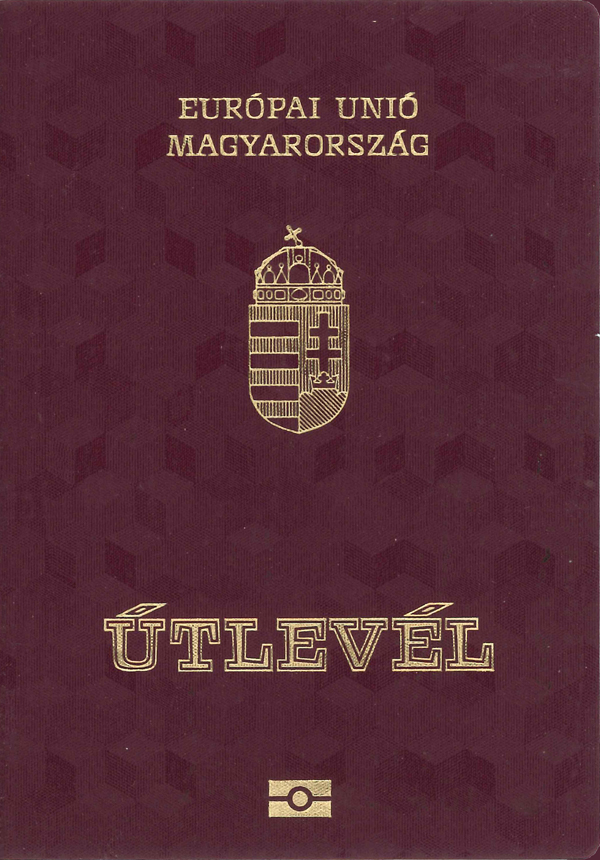
Couverture d'un passeport hongrois

La citoyenneté hongroise (en hongrois : magyar állampolgárság) est le fait d'être ressortissant de l'État hongrois. Le droit associé est principalement fondé sur le droit du sang (en latin : jus sanguinis) plutôt que sur le droit du sol.

## Citoyenneté et nationalité
Le droit hongrois et la langue courante hongroise ne confondent pas
- nemzetiség, l'appartenance à un peuple en tant que communauté culturelle et linguistique à laquelle une personne se déclare liée[1], terme traduit ici par « nationalité » au sens de nationalité culturelle ou sociologique, comme nemzeti kisebbség est traduit par « minorité nationale » au sens de minorité ethnique,
- állampolgárság, l'appartenance à un État conférée par cet État, terme traduit ici par « citoyenneté » pour le différencier du précédent (le terme officiel et courant en France, mais non par exemple au Canada, est cependant « nationalité » au sens de nationalité politique, tandis que « citoyenneté » désigne les droits civils et politiques[2]).

À l'intérieur du pays, on peut ainsi être de citoyenneté hongroise (magyar állampolgárságú), sans être de nationalité hongroise (magyar nemzetiségű, voir à ce sujet le cadre juridique des groupes linguistiques et culturels minoritaires). Hors des frontières, de nombreux citoyens roumains, slovaques, serbes, autrichiens, ukrainiens ou encore slovènes, ayant pour point commun de se revendiquer Hongrois d'outre-frontières, appartiennent à la nationalité hongroise sans pour autant être citoyens de Hongrie. Parmi eux, les ressortissants des autres États membres de l'Union européenne disposent de certains droits relatifs à leur statut de résident.
La citoyenneté hongroise est fondée sur la loi LV de 1993, entrée en vigueur le 1er octobre 1993 et plusieurs fois modifiée. Celle-ci énonce le principe de l'absence de distinction entre ressortissants hongrois selon qu'il y ait eu « génération » (keletkezés) ou « obtention » (megszerzés) de la citoyenneté, c'est-à-dire selon que celle-ci résulte de la naissance ou d'une naturalisation. Nul ne peut être arbitrairement privé de sa citoyenneté, ni du droit de changer de citoyenneté. En ce qui concerne la liberté de l’individu, la loi favorise l’unité de la famille et la réduction des cas d’apatridie, et garantit la protection des données à caractère personnel.

## Citoyenneté à la naissance
Le droit du sang s'exprime par le fait qu'est citoyen hongrois tout enfant né d'un citoyen hongrois, principe fixé au niveau constitutionnel par la constitution de 2012.

## Naturalisation
La naturalisation peut être obtenue sur demande, à condition que celle-ci ne porte pas atteinte à la sécurité publique, et que le demandeur dispose d'un casier judiciaire vierge, d'un domicile et de moyens de subsistance en Hongrie, réussisse un examen en hongrois portant sur les notions constitutionnelles de base (non exigé des personnes mineures, incapables, titulaires d'un diplôme de l'enseignement hongrois, ou âgées de plus de 60 ans), et réside en Hongrie sans interruption depuis :
- huit ans dans le cas général,
- cinq ans pour une personne née en Hongrie ou installée en Hongrie avant sa majorité,
- trois ans pour le conjoint d'un citoyen hongrois depuis au moins cette durée ou jusqu'au décès du conjoint, ou pour le parent d'un enfant citoyen hongrois y compris par adoption, ou pour un réfugié ou apatride,
- sans durée de résidence indispensable pour un mineur dont l'un des parents a déjà la citoyenneté hongroise ou demande la naturalisation en même temps que lui[9].

La naturalisation est effective après prestation du serment suivant : « Je jure de considérer la Hongrie comme ma patrie, d'être un citoyen fidèle de la Hongrie, de respecter et suivre la Loi fondamentale et la législation, de défendre ma patrie en proportion de mes forces et de la servir selon mes capacités. [Que Dieu m'y aide !], ».
La naturalisation est facilitée en cas de citoyenneté hongroise antérieure : dans ce cas, outre les conditions que la naturalisation ne porte pas atteinte à la sécurité publique et que le demandeur dispose d'un casier judiciaire vierge, il est uniquement demandé de justifier de la connaissance du hongrois ; autrement dit, il n'est plus demandé de moyens de subsistance, domicile et durée de résidence en Hongrie, et l'examen sur les notions constitutionnelles est remplacé par la justification de la connaissance du hongrois. Pour les personnes privées de leur citoyenneté hongroise entre le 15 septembre 1945 et le 2 mai 1990, la naturalisation est encore davantage facilitée et prend la forme d'une simple déclaration.
Les mêmes conditions simplifiées qu'en cas de citoyenneté hongroise antérieure s'appliquent au conjoint d'un citoyen hongrois depuis au moins dix ans, ou depuis au moins cinq ans lorsqu'il est né un enfant de ce mariage.

### Naturalisation facilitée par l'origine hongroise
Les mêmes conditions simplifiées qu'en cas de citoyenneté hongroise antérieure s'appliquent également au descendant d'un citoyen hongrois ou d'une personne dont on peut présumer avec vraisemblance qu'elle est originaire de Hongrie,.
La « nationalité » culturelle ou sociologique, c'est-à-dire le sentiment d'appartenance à la culture hongroise ou au peuple hongrois, et la magyarophonie, le fait de s'exprimer en langue hongroise, ne sont pas strictement identiques à cette « origine » définie par l'existence d'un ascendant qui soit citoyen hongrois ou né en Hongrie de l'époque. Cependant, il est clair que les membres de la « nation » hongroise dans les pays voisins, c'est-à-dire les Hongrois ethniques des localités faisant autrefois partie de la Hongrie, voient leur naturalisation facilitée par l'absence de condition de résidence en Hongrie, et par le fait qu'à la place de l'examen il suffit de montrer que l'on parle hongrois. Par contre, cela ne leur donne pas le droit de vote en Hongrie, qui suppose la résidence en Hongrie (sauf, depuis les législatives de 2014, au scrutin sur liste nationale des partis qui élit 93 des 199 députés), ni le passeport hongrois, qui nécessite une démarche séparée après la naturalisation, et cela ne leur donne pas non plus la citoyenneté hongroise à tous, mais seulement à ceux qui la demandent.
Cette disposition, qui résulte d'une loi modificative de 2010, a été considérée par la Slovaquie comme une provocation, dans le contexte des relations difficiles entre la Hongrie et la Slovaquie, et la Slovaquie a immédiatement légiféré afin de retirer la citoyenneté slovaque à qui en obtiendrait une autre. Cependant en 2012, seuls quelques dizaines de Hongrois de Slovaquie avaient ainsi perdu leur citoyenneté slovaque : exactement 23 personnes entre le 17 juillet 2010, date d'entrée en vigueur de la loi slovaque, et le 20 janvier 2012.

## Perte de la citoyenneté
En dehors du cas où une personne disposant également d'une autre citoyenneté renonce volontairement à la citoyenneté hongroise, celle-ci ne peut être retirée qu'en cas de naturalisation illégitime, par exemple frauduleuse, et uniquement pendant les dix ans suivant la naturalisation.

## Droits associés à la citoyenneté
Dispose des droits de citoyen en Hongrie celui ou celle qui possède un titre de séjour légal sur le territoire (dans la limite des droits particuliers qui les interdisent ou autorisent, tels ceux encadrant le vote aux élections locales ou nationales).
Par ailleurs, même si leur accès à la citoyenneté est automatique et certifié par les documents de type passeport ou carte d'identité, les enfants mineurs nés d'un parent étranger doivent être accompagnés de leur tuteur légal pour disposer de leurs pleins droits juridiques.